# Шерилин Кениън
Шерилин Кениън (на английски: Sherrilyn Kenyon) е американска писателка, авторка на бестселъри в жанровете романтично фентъзи и романтичен трилър. Пише в жанра исторически и паранормален любовен роман под псевдонима Кинли Макгрегър (на английски: Kinley MacGregor).

## Биография и творчество
Шерилин Кениън е родена на 11 декември 1965 г. в Кълъмбъс, Джорджия, САЩ. Има двама братя и по-голяма сестра болна от цереберална парализа. Баща ѝ, който е сержант в армията, изоставя семейството когато тя е на 8 години. След 2 години семейството се събира отново и се премества Атланта, Джорджия. Чете много и гледа всякакви фантастични филми. Пише от ранна възраст като в трети клас печели конкурс за есе, а следващата година получава награда за исторически разказ. На 14 години получава първия си хонорар и продължава да пише за училищни вестници, годишници, местни вестници и списания в гимназията и в колежа.
Мечтае да прави комикси и затова кандидатства в Колежа по изкуство и дизайн в Савана, но не успява да заплати таксата за обучение. Постъпва в колежа на Университета на Джорджия, където получава бакалавърска степен по английски език. Там кандидатства за програмата по творческо писане, но не успява на теста поради лека форма на дислексия. Затова продължава да учи за магистърска степен по английска филология и средновековна история, като продължава да кандидатства за програмата още два пъти. След последния опит преподавателят разговаря с нея и я моли да не кандидатства повторно, тъй като няма перспектива в тази област. Не може и да се насочи активно и към журналистиката, защото има лека парализа на дясната ръка и не може да работи бързо на пишеща машина. Същевременно тя публикува множество фентъзи разкази в списания и вестници, които по ирония на съдбата в бъдеще те стават основа на нейната поредица „Нощни ловци“, която ѝ донася международна слава.
Когато е на 20 години започва пише първия си роман. Когато завършва ръкописа (по-късно станал романа „Born of the Night“), умира по-големия ѝ брат, който е най-големият ѝ поддръжник на желанието ѝ да пише. Смъртта му секва у нея амбицията да твори. След няколко години тя се премества в Ричмънд, Вирджиния, където се омъжва за дългогодишния си приятел. С неговата подкрепа и на приятели, и с нов компютър, тя започва да пише отново.
Първият ѝ роман „Paradise City“ от поредицата „Лигата“ е издаден през 1994 г. Следват още 3 романа и 2 документални книги, когато издателите прекратяват договора, тъй като считат, че тематиката с фентъзи за вампири е изчерпана. Същевременно тя има лични трудности с първото си преждевременно родено дете. В периода 1994 – 1998 г. не продава нищо, а медицинските такси за отглеждането на сина им и тежката ѝ втора бременност, довеждат семейството до фалит. Въпреки това тя използва свободното си време да продължава да пише.
След раждането на втория си син, за да се издържат, започва работа като преподавателка по компютърно обучение и като уеб-дизайнер. Тогава тя се насочва към модерните исторически любовни романи. Първият ѝ исторически любовен роман „Ограбен копнеж“ от поредицата „Морски вълци“ е издаден през 1999 г. под псевдонима Кинли Макгрегър.
Следва през 2001 г. успешната ѝ бестселърова поредица „Братството на меча“, която я прави известна сред читателите на любовни романи и сред критиката.
През 2002 г. рестартира писателската ѝ кариера под истинското си име с публикуването на романа „Мечтан любовник“ от поредицата „Нощни ловци“. В нея вампирите са заменени с демони, което се оказва добро творческо решение. Поредицата бързо става международен бестселър.
Произведенията на писателката често са в списъците на бестселърите на „Ню Йорк Таймс“, „Пъблишърс Уикли“ и „Ю Ес Ей Тудей“. Те са преведени на 27 езика и са издадени в над 100 страни и в над 30 милиона екземпляра по света. По произведенията ѝ са направени много графични романи и манга, с които тя се връща към мечта си от училище да твори комикси.
Шерилин Кениън живее със семейството си във Франклин, близо до Нашвил, Тенеси. Има голяма колекция от мечове.

## Произведения

### Като Шерилин Кениън

#### Серия „Лигата“ (League)
1. Paradise City (1994) – издаден по-късно като „Born of Ice“
2. Born of the Night (1996)
3. Born of Fire (2009)
4. Fire and Ice (2001)
5. Born of Shadows (2011)
6. Born of Silence (2012)
7. Cloak & Silence (2013)
8. Born of Fury (2013)
9. Born of Betrayal (2015)
10. Born of Defiance (2015)
11. Born of Legend (2016)

#### Серия „Нощни ловци“ (Dark-Hunter)
1. Fantasy Lover (2002)
Мечтан любовник, изд.: „Ибис“, София (2011), прев. Вера Паунова
2. Night Pleasures (2002)
Нощни удоволствия, изд.: „Ибис“, София (2012), прев. Иван Атанасов
3. Dragonswan (2002)
4. Night Embrace (2003)
Нощна прегръдка, изд.: „Ибис“, София (2012), прев. Диана Кутева
5. Dark Hunter Christmas (2003)
6. Dance with the Devil (2003)
Танц с дявола, изд.: „Ибис“, София (2014), прев. Вера Паунова
7. Phantom Lover (2003)
8. Kiss of the Night (2004)
9. Night Play (2004)
10. Seize the Night (2004)
11. Sins of the Night (2005)
12. Unleash the Night (2005)
13. The Dark Side of the Moon (2006)
14. The Dream Hunter (2007)
15. Second Chances (2005)
16. Devil May Cry (2007)
17. Upon the Midnight Clear (2007)
18. Dream Chaser (2008)
19. Acheron (2008)
20. One Silent Night (2008)
21. Dream Warrior (2009)
22. Bad Moon Rising (2009)
23. No Mercy (2010)
24. Retribution (2011)
25. The Guardian (2011)
26. Time Untime (2012)
27. Styxx (2013)
28. Son of No One (2014)
29. Dragonbane (2015)
30. Dragonmark (2016)

##### Новели към серията
- The Beginning (2002) – в „Sins of the Night“
- A Dark-Hunter Christmas (2003) – в „Dance with the Devil“
- Winter Born (2004) – в „Stroke of Midnight“
- A Hard Day's Night-Searcher (2006) – в „My Big Fat Supernatural Wedding“
- Until Death We Do Part (2006) – в „Love at First Bite“

#### Серия „Бюро за американска отбрана“ (B.A.D.)
1. Born to Be B.A.D. (2005)
2. Bad Attitude (2005)
3. Phantom in the Night (2008)
4. Whispered Lies (2009) – с Даяна Лови
5. Silent Truth (2010) – с Даяна Лови

#### Серия „Хрониките на Ник“ (Chronicles of Nick)
1. Infinity (2010)
2. Invincible (2011)
3. Infamous (2012)
4. Inferno (2013)
5. Illusion (2014)
6. Instinct (2015)
7. Invision (2016)

#### Серия „Беладор“ (Belador) – с Даяна Лови
1. Blood Trinity (2010)
2. Alterant (2011)
3. The Curse (2012)
4. Rise of the Gryphon (2013)

#### Участие в общи серии с други писатели

##### Серия „Ангелско докосване“ (Angel's Touch)
- Daemon's Angel (1995)

от серията има още 11 романа от различни автори

#### Разкази
- The Beginning (2002)
- A Dark-Hunter Christmas (2003)
- Winter Born (2004)
- Second Chances (2005)
- A Hard Day's Night-Searcher (2006)
- Until Death We Do Part (2006)
- Shadow of the Moon (2008)

#### Документалистика
- The Character Naming Sourcebook (1994)
- The Writer's Guide to Everyday Life in the Middle Ages (1995)
- The Dark-Hunter Companion (2007) – с Андреа Конти

### Като Кинли Макгрегър

#### Серия „Морски вълци“ (Sea Wolves)
1. A Pirate of Her Own (1999)
Ограбен копнеж, изд.: „Ирис“, София (2008), прев.
2. Master of Seduction (2000)

#### Серия „Братството на меча“ (Brotherhood of the Sword)
1. Master of Desire (2001)
Господар на желанието, изд.: „Тиара Букс“, София (2012), прев. Димитрия Петрова
2. Taming the Scotsman (2003)
Покоряването на шотландеца, изд.: „Тиара Букс“, София (2013), прев. Димитрия Петрова
3. Born in Sin (2003)
Роден в грях, изд.: „Тиара Букс“, София (2014), прев. Димитрия Петрова
4. Claiming the Highlander (2002)
Да опитомиш планинец, изд.: „Тиара Букс“, София (2014), прев. Виктория Янкова
5. A Dark Champion (2004)
Мрачният рицар, изд.: „Тиара Букс“, София (2015), прев. Димитрия Петрова
6. Return of the Warrior (2005)
7. The Warrior (2007)

- Midsummer's Knight (2003) – новела в сборника „Where's My Hero?“

#### Серия „Господарите на Авалон“ (Lords of Avalon)
1. Sword of Darkness (2006)
2. Knight of Darkness (2006)
3. Darkness Within (2009)

#### Сборници
- All I Want for Christmas (2000) – с Лори Фостър, Дий Холмс и Айлийн Уилкс

### Екранизации
- 2009 The League
- 2013 Styxx